# BWF Super Series 2010
Die BWF Super Series 2010 waren die vierte Saison der BWF Super Series im Badminton. Die Serie begann mit den Malaysia Open am 12. Januar 2010 und endete mit den Hong Kong Open am 12. Dezember. Zum Abschluss wurde das BWF Super Series Finale ausgetragen.

## Turnierplan
| Nr. | Offizieller Titel          | Austragungsort                  | Stadt        | Datum         | Datum         | Preisgeld US-Dollar | Bericht |
| Nr. | Offizieller Titel          | Austragungsort                  | Stadt        | Start         | Ende          | Preisgeld US-Dollar | Bericht |
| --- | -------------------------- | ------------------------------- | ------------ | ------------- | ------------- | ------------------- | ------- |
| 1   | Korea Open Super Series    | SK Olympic Handball Gymnasium   | Seoul        | 12. Januar    | 17. Januar    | 300,000             | Bericht |
| 2   | Malaysia Open Super Series | Stadium Putra                   | Kuala Lumpur | 19. Januar    | 24. Januar    | 200,000             | Bericht |
| 3   | All England Super Series   | National Indoor Arena           | Birmingham   | 9. März       | 14. März      | 200,000             | Bericht |
| 4   | Swiss Open Super Series    | St. Jakobshalle                 | Basel        | 16. März      | 21. März      | 200,000             | Bericht |
| 5   | Singapur Super Series      | Singapore Indoor Stadium        | Singapur     | 15. Juni      | 20. Juni      | 200,000             | Bericht |
| 6   | Indonesia Super Series     | Gelora-Bung-Karno-Stadion       | Jakarta      | 22. Juni      | 27. Juni      | 250,000             | Bericht |
| 7   | China Masters Super Series | Changzhou Olympic Sports Center | Changzhou    | 14. September | 18. September | 250,000             | Bericht |
| 8   | Japan Super Series         | Tokyo Metropolitan Gymnasium    | Tokio        | 21. September | 26. September | 200,000             | Bericht |
| 9   | Denmark Super Series       | Arena Fyn                       | Odense       | 26. Oktober   | 31. Oktober   | 200,000             | Bericht |
| 10  | French Super Series        | Stade Pierre de Coubertin       | Paris        | 2. November   | 7. November   | 200,000             | Bericht |
| 11  | China Open Super Series    | Yuan Shen Gymnasium             | Shanghai     | 30. November  | 5. Dezember   | 250,000             | Bericht |
| 12  | Hong Kong Super Series     | Queen Elizabeth Stadium         | Hongkong     | 7. Dezember   | 12. Dezember  | 200,000             | Bericht |
| 13  | BWF Super Series Finals    | Hsinchuang Gymnasium            | Taipeh       | 5. Januar     | 9. Januar     | 500,000             | Bericht |

## Sieger
| Veranstaltung              | Herreneinzel     | Dameneinzel    | Herrendoppel                 | Damendoppel                                       | Mixed                                       |
| -------------------------- | ---------------- | -------------- | ---------------------------- | ------------------------------------------------- | ------------------------------------------- |
| Korea Super Series         | Lee Chong Wei    | Wang Shixian   | Jung Jae-sung Lee Yong-dae   | Cheng Shu Zhao Yunlei                             | He Hanbin Yu Yang                           |
| Malaysia Super Series      | Lee Chong Wei    | Wang Xin       | Koo Kien Keat Tan Boon Heong | Du Jing Yu Yang                                   | Tao Jiaming Zhang Yawen                     |
| All England Super Series   | Lee Chong Wei    | Tine Rasmussen | Lars Paaske Jonas Rasmussen  | Du Jing Yu Yang                                   | Zhang Nan Zhao Yunlei                       |
| Swiss Super Series         | Chen Jin         | Wang Shixian   | Ko Sung-hyun Yoo Yeon-seong  | Tian Qing Yu Yang                                 | Lee Yong-dae Lee Hyo-jung                   |
| Singapur Super Series      | Sony Dwi Kuncoro | Saina Nehwal   | Fang Chieh-min Lee Sheng-mu  | Shinta Mulia Sari Yao Lei                         | Thomas Laybourn Kamilla Rytter Juhl         |
| Indonesia Super Series     | Lee Chong Wei    | Saina Nehwal   | Fang Chieh-min Lee Sheng-mu  | Lee Hyo-jung Kim Min-jung                         | Robert Mateusiak Nadieżda Zięba             |
| China Masters Super Series | Lin Dan          | Wang Xin       | Fu Haifeng Cai Yun           | Wang Xiaoli Yu Yang                               | Tao Jiaming Tian Qing                       |
| Japan Super Series         | Lee Chong Wei    | Jiang Yanjiao  | Cai Yun Fu Haifeng           | Wang Xiaoli Yu Yang                               | Zhang Nan Zhao Yunlei                       |
| Denmark Super Series       | Jan Ø. Jørgensen | Wang Yihan     | Mathias Boe Carsten Mogensen | Miyuki Maeda Satoko Suetsuna                      | Thomas Laybourn Kamilla Rytter Juhl         |
| French Super Series        | Taufik Hidayat   | Wang Yihan     | Mathias Boe Carsten Mogensen | Duanganong Aroonkesorn Kunchala Voravichitchaikul | Sudket Prapakamol Saralee Thungthongkam     |
| China Open Super Series    | Chen Long        | Jiang Yanjiao  | Jung Jae-sung Lee Yong-dae   | Cheng Shu Zhao Yunlei                             | Tao Jiaming Tian Qing                       |
| Hong Kong Super Series     | Lee Chong Wei    | Saina Nehwal   | Ko Sung-hyun Yoo Yeon-seong  | Wang Xiaoli Yu Yang                               | Joachim Fischer Nielsen Christinna Pedersen |
| BWF Super Series Finale    | Lee Chong Wei    | Wang Shixian   | Carsten Mogensen Mathias Boe | Wang Xiaoli Yu Yang                               | Zhang Nan Zhao Yunlei                       |

### Sieger nach Ländern
| Team                | KOR | MAS | ENG | SUI | SIN | INA | CMS | JPN | DEN | FRA | CHN | HKG | Total |
| ------------------- | --- | --- | --- | --- | --- | --- | --- | --- | --- | --- | --- | --- | ----- |
| China Volksrepublik | 3   | 3   | 2   | 3   |     |     | 5   | 4   | 1   | 1   | 4   | 1   | 27    |
| Danemark            |     |     | 2   |     | 1   |     |     |     | 3   | 1   |     | 1   | 8     |
| Malaysia            | 1   | 2   | 1   |     |     | 1   |     | 1   |     |     |     | 1   | 7     |
| Korea Sud           | 1   |     |     | 2   |     | 1   |     |     |     |     | 1   | 1   | 6     |
| Indien              |     |     |     |     | 1   | 1   |     |     |     |     |     | 1   | 3     |
| Chinesisch Taipeh   |     |     |     |     | 1   | 1   |     |     |     |     |     |     | 2     |
| Thailand            |     |     |     |     |     |     |     |     |     | 2   |     |     | 2     |
| Indonesien          |     |     |     |     | 1   |     |     |     |     | 1   |     |     | 2     |
| Japan               |     |     |     |     |     |     |     |     | 1   |     |     |     | 1     |
| Singapur            |     |     |     |     | 1   |     |     |     |     |     |     |     | 1     |
| Polen               |     |     |     |     |     | 1   |     |     |     |     |     |     | 1     |